# Đá Lục Giang
Đá Lục Giang là một rạn san hô thuộc cụm Bình Nguyên của quần đảo Trường Sa. Đá này nằm cách đá Long Hải 3 hải lý (5,6 km) về phía đông bắc.
Đá Lục Giang là đối tượng tranh chấp giữa Việt Nam, Đài Loan, Philippines và Trung Quốc. Hiện chưa rõ nước nào kiểm soát đá này.
- Tên gọi: đá Lục Giang; tiếng Anh: Hopps Reef; tiếng Filipino: Diego Silang; tiếng Trung: 禄沙礁; bính âm: Lùshā jiāo, Hán-Việt: Lộc Sa tiêu
- Đặc điểm: có diện tích khoảng 0,85 km² (85 ha).[2]